# Asavela Mbekile
Asavela Shakespeare Mbekile est un footballeur sud-africain né le 1er novembre 1986 au Cap. Il évolue au poste de milieu à Mamelodi Sundowns FC. 

## Carrière
- 2009-2011 : Ikapa Sporting ( Afrique du Sud)
- 2011-2012 : FC Cape Town ( Afrique du Sud)
- 2012-2013 : Chippa United ( Afrique du Sud)
- 2013-2014 : Moroka Swallows ( Afrique du Sud)
- depuis 2014 : Mamelodi Sundowns FC ( Afrique du Sud)

## Palmarès
- Ligue des champions de la CAF 2016